# Grovfåfotingar
Grovfåfotingar (Pauropus) är ett släkte av mångfotingar som beskrevs av Lubbock 1867. Grovfåfotingar ingår i familjen fåfotingar.

## Dottertaxa till grovfåfotingar, i alfabetisk ordning[1][2]
- Pauropus amicus
- Pauropus amoenifer
- Pauropus arctus
- Pauropus argentinensis
- Pauropus australis
- Pauropus bagnalli
- Pauropus bipartitus
- Pauropus bollmani
- Pauropus bostonensis
- Pauropus caudaspinus
- Pauropus collignoni
- Pauropus dawydoffi
- Pauropus difficilis
- Pauropus forficularis
- Pauropus furcifer
- Pauropus globulus
- Pauropus huxleyi
- Pauropus impar
- Pauropus inornatus
- Pauropus intermedius
- Pauropus laminus
- Pauropus lanceolatus
- Pauropus lubbockii
- Pauropus medianus
- Pauropus nexus
- Pauropus nipponicus
- Pauropus numidus
- Pauropus occidentalis
- Pauropus panamensis
- Pauropus pygmaeus
- Pauropus quercus
- Pauropus robustus
- Pauropus santus
- Pauropus spectabilis
- Pauropus valens
- Pauropus zelandus